# Gran Premio degli Stati Uniti d'America 2007
Il Gran Premio degli Stati Uniti 2007 fu una gara di Formula 1 disputatasi sul Circuito di Indianapolis il 17 giugno 2007. Settima prova della stagione 2007 registrò la seconda vittoria consecutiva di Lewis Hamilton, davanti al compagno di squadra Fernando Alonso e a Felipe Massa su Ferrari.
In questo Gran Premio debuttò Sebastian Vettel, in sostituzione di Robert Kubica, e con l'ottavo posto ottenuto divenne il pilota più giovane di sempre a conquistare punti in Formula 1.
È stata l'ultima gara di Formula 1 a disputarsi sull'Indianapolis Motor Speedway.

## Prove libere

### Risultati
Nella prima sessione del venerdì, si ebbe la seguente situazione:
| Pos | Nome            | Squadra/Motore   | Tempo    |
| --- | --------------- | ---------------- | -------- |
| 1   | Fernando Alonso | McLaren-Mercedes | 1'11"925 |
| 2   | Nick Heidfeld   | BMW Sauber       | 1'12"391 |
| 3   | Lewis Hamilton  | McLaren-Mercedes | 1'12"628 |

## Qualifiche
| Pos | Nome                 | Scuderia           | Q1       | Q2       | Q3       |
| --- | -------------------- | ------------------ | -------- | -------- | -------- |
| 1   | Lewis Hamilton       | McLaren-Mercedes   | 1'12"563 | 1'12"065 | 1'12"331 |
| 2   | Fernando Alonso      | McLaren-Mercedes   | 1'12"416 | 1'11"926 | 1'12"500 |
| 3   | Felipe Massa         | Ferrari            | 1:12"731 | 1:12"180 | 1:12"703 |
| 4   | Kimi Räikkönen       | Ferrari            | 1'12"732 | 1'12"111 | 1'12"839 |
| 5   | Nick Heidfeld        | BMW Sauber         | 1'12"543 | 1'12"188 | 1'12"847 |
| 6   | Heikki Kovalainen    | Renault            | 1'12"998 | 1'12"599 | 1'13"308 |
| 7   | Sebastian Vettel     | BMW Sauber         | 1'12"711 | 1'12"644 | 1'13"513 |
| 8   | Jarno Trulli         | Toyota             | 1'13"186 | 1'12"828 | 1'13"789 |
| 9   | Mark Webber          | Red Bull-Renault   | 1'13"425 | 1'12"788 | 1'13"871 |
| 10  | Giancarlo Fisichella | Renault            | 1'13"168 | 1'12"603 | 1'13"953 |
| 11  | David Coulthard      | Red Bull-Renault   | 1'13"424 | 1'12"873 |          |
| 12  | Ralf Schumacher      | Toyota             | 1'12"851 | 1'12"920 |          |
| 13  | Jenson Button        | Honda              | 1'13"306 | 1'12"998 |          |
| 14  | Nico Rosberg         | Williams-Toyota    | 1'13"128 | 1'13"060 |          |
| 15  | Rubens Barrichello   | Honda              | 1'13.203 | 1'13.201 |          |
| 16  | Anthony Davidson     | Super Aguri-Honda  | 1'13"164 | 1'13"259 |          |
| 17  | Alexander Wurz       | Williams-Toyota    | 1'13"441 |          |          |
| 18  | Takuma Satō          | Super Aguri-Honda  | 1'13"477 |          |          |
| 19  | Vitantonio Liuzzi    | Toro Rosso-Ferrari | 1'13"484 |          |          |
| 20  | Scott Speed          | Toro Rosso-Ferrari | 1'13"712 |          |          |
| 21  | Adrian Sutil         | Spyker-Ferrari     | 1'14"122 |          |          |
| 22  | Christijan Albers    | Spyker-Ferrari     | 1'14"597 |          |          |

## Gara

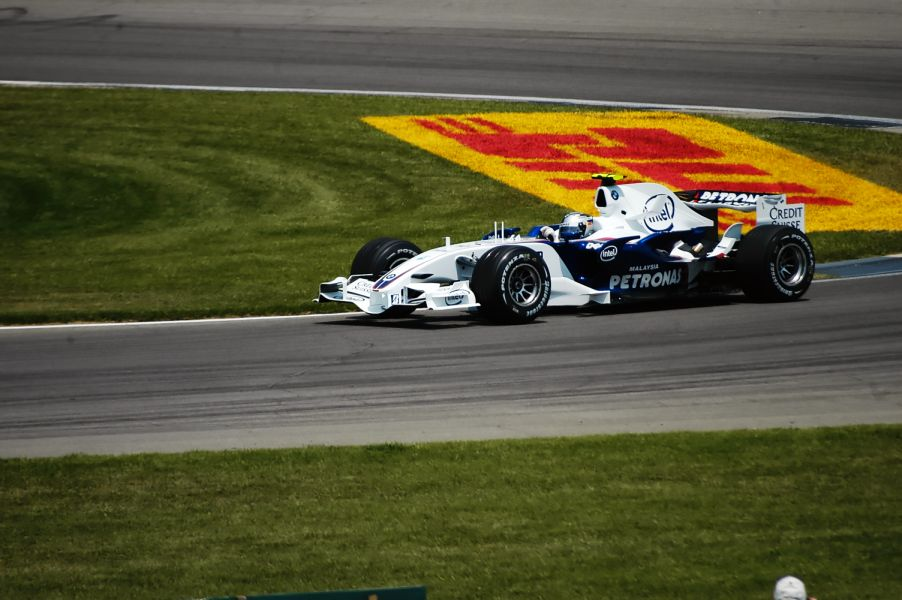
Debutta in questo Gran Premio il tedesco Sebastian Vettel, in sostituzione dell'infortunato Robert Kubica.

Tensione altissima al via tra i due della McLaren; Hamilton tiene l’interno e difende la testa della corsa. Dietro i due, ci sono Massa, Heidfeld, Kovalainen e Raikkonen, unico a partire con la mescola dura, la più lenta. Un contatto a tre elimina subito i tre veterani Ralf Schumacher, Coulthard e Barrichello. Fisichella si gira e riparte in coda.
Hamilton costruisce un vantaggio di 4” su Alonso con le posizioni che sembrano cristallizzate. Al ventunesimo giro Nick Heidfeld si gira alla prima curva, ripartendo tra i due finlandesi che lo seguono. Alla fine del giro il tedesco rifornisce, come Hamilton e Massa. Alonso segue un giro dopo, mentre Räikkönen si ferma al ventiquattresimo. Kovalainen guida la corsa per cinque giri; mentre esce dai box, Räikkönen, ora a suo agio con gomme soft, passa Heidfeld, che ha le dure, posizionandosi davanti ad entrambi. In questa fase Alonso è più veloce di Hamilton e, sfruttando anche qualche doppiaggio, si porta negli scarichi del leader. Al trentottesimo giro lo spagnolo riesce ad affiancare l’inglese sul rettilineo principale, ma la difesa di Hamilton all’interno non lascia spazio. Rosberg, a lungo quarto, rifornisce al quarantesimo giro, per andare fino in fondo.
Ora dietro ai due della McLaren, sono le Ferrari di Massa a 12” e Raikkonen a 17”, ma più veloce del compagno. Dal cinquantesimo al cinquantaduesimo giro, la seconda tornata di rifornimenti non cambia le posizioni. Räikkönen, l’unico ora con le soft, è il più veloce in pista, raggiunge Massa e lo attacca ad ogni curva ma non riesce a portare il sorpasso. Al muretto Ferrari si decide evidentemente che i 15” di vantaggio del duo McLaren sono un gap troppo grande per orchestrare uno scambio di posizioni. I ritiri di Heidfeld, che era quinto, e Rosberg, sesto, fissano i restanti piazzamenti a punti nei quali entra anche il debuttante Sebastian Vettel.
Hamilton vince per la seconda volta consecutiva e allunga in classifica in un mondiale che rischia di diventare un affare privato tra i due piloti McLaren.
| Pos | Nº | Pilota               | Scuderia           | Giri | Tempo/Ritiro/Media                          | P.al via | Punti |
| --- | -- | -------------------- | ------------------ | ---- | ------------------------------------------- | -------- | ----- |
| 1   | 2  | Lewis Hamilton       | McLaren-Mercedes   | 73   | 1h 31'09"965 - 201.401 km/h                 | 1        | 10    |
| 2   | 1  | Fernando Alonso      | McLaren-Mercedes   | 73   | +1"518                                      | 2        | 8     |
| 3   | 5  | Felipe Massa         | Ferrari            | 73   | +12"842                                     | 3        | 6     |
| 4   | 6  | Kimi Räikkönen       | Ferrari            | 73   | +15"422                                     | 4        | 5     |
| 5   | 4  | Heikki Kovalainen    | Renault            | 73   | +41"402                                     | 6        | 4     |
| 6   | 12 | Jarno Trulli         | Toyota             | 73   | +1'06"703                                   | 8        | 3     |
| 7   | 15 | Mark Webber          | Red Bull-Renault   | 73   | +1'07"331                                   | 9        | 2     |
| 8   | 10 | Sebastian Vettel     | BMW Sauber         | 73   | +1'07"783                                   | 7        | 1     |
| 9   | 3  | Giancarlo Fisichella | Renault            | 72   | +1 giro                                     | 10       |       |
| 10  | 17 | Alexander Wurz       | Williams-Toyota    | 72   | +1 giro                                     | 17       |       |
| 11  | 23 | Anthony Davidson     | Super Aguri-Honda  | 72   | +1 giro                                     | 16       |       |
| 12  | 7  | Jenson Button        | Honda              | 72   | +1 giro                                     | 13       |       |
| 13  | 19 | Scott Speed          | Toro Rosso-Ferrari | 71   | +2 giri                                     | 20       |       |
| 14  | 20 | Adrian Sutil         | Spyker-Ferrari     | 71   | +2 giri                                     | 21       |       |
| 15  | 21 | Christijan Albers    | Spyker-Ferrari     | 70   | +3 giri                                     | 22       |       |
| 16  | 16 | Nico Rosberg         | Williams-Toyota    | 68   | Motore                                      | 14       |       |
| 17  | 18 | Vitantonio Liuzzi    | Toro Rosso-Ferrari | 68   | Pressione dell'acqua                        | 19       |       |
| Rit | 9  | Nick Heidfeld        | BMW Sauber         | 56   | Trasmissione                                | 5        |       |
| Rit | 22 | Takuma Satō          | Super Aguri-Honda  | 13   | Testacoda                                   | 18       |       |
| Rit | 14 | David Coulthard      | Red Bull-Renault   | 0    | Collisione con R.Schumacher e R.Barrichello | 11       |       |
| Rit | 8  | Rubens Barrichello   | Honda              | 0    | Collisione con R.Schumacher e D.Coulthard   | 15       |       |
| Rit | 11 | Ralf Schumacher      | Toyota             | 0    | Collisione con R.Barrichello e D.Coulthard  | 12       |       |

## Statistiche
- 2ª vittoria di Lewis Hamilton
- 152ª vittoria della McLaren
- 193ª vittoria di un pilota britannico
- 69ª vittoria della vettura n°2
- 1° punto in carriera per Sebastian Vettel

## Classifiche Mondiali

### Piloti
| Pos | Pilota               | Punti |
| --- | -------------------- | ----- |
| 1   | Lewis Hamilton       | 58    |
| 2   | Fernando Alonso      | 48    |
| 3   | Felipe Massa         | 39    |
| 4   | Kimi Räikkönen       | 32    |
| 5   | Nick Heidfeld        | 26    |
| 6   | Giancarlo Fisichella | 13    |
| 7   | Heikki Kovalainen    | 12    |
| 8   | Robert Kubica        | 12    |
| 9   | Alexander Wurz       | 8     |
| 10  | Jarno Trulli         | 7     |
| 11  | Nico Rosberg         | 5     |
| 12  | David Coulthard      | 4     |
| 13  | Takuma Satō          | 4     |
| 14  | Mark Webber          | 2     |
| 15  | Ralf Schumacher      | 2     |
| 16  | Sebastian Vettel     | 1     |

### Costruttori
| Pos | Team               | Punti |
| --- | ------------------ | ----- |
| 1   | McLaren-Mercedes   | 106   |
| 2   | Ferrari            | 71    |
| 3   | BMW Sauber         | 39    |
| 4   | Renault            | 25    |
| 5   | Williams F1-Toyota | 13    |
| 6   | Toyota             | 9     |
| 7   | RBR-Renault        | 6     |
| 8   | Super Aguri-Honda  | 4     |